# Jordi Gené i Guerrero
Jordi Gené i Guerrero   (Sabadell, 5 de desembre de 1970) és un pilot d'automobilisme català. És germà del també pilot Marc Gené.

## Trajectòria esportiva
El 1986 fou Campió d'Espanya de karts en la categoria nacional. També fou campió d'Espanya de Fórmula Fiat (1987) i de Fórmula Ford (1988). Competí durant cinc temporades al Regne Unit (1989-1993), on participà en el Campionat de Fórmula Ford (cinquè classificat), en la Fórmula 3 (fou quart el 1991 i segon en la Copa del Món de Macau) i en la F 3000 (guanyà la prova inaugural i fou cinquè en el campionat). Fou el pilot escollit per l'equip de Fórmula 1 Bravo F1, però l'operació no reeixí. El 1994 feu proves amb l'equip Benetton Formula, però no aconseguí un volant de pilot titular.
A partir de 1994 es dedicà a les curses de turismes, resistència i camions. En aquestes modalitats aconseguí el Campionat d'Espanya de Superturismes (1996), amb l'equip oficial Audi. Participà en l'Europeu de camions (1998, 1999), guanyà les 24 Hores de Barcelona al Circuit de Catalunya (2001), i el mateix any quedà cinquè i primer de la categoria LMP a les 24 Hores de Le Mans, fent equip amb el suís Jean-Denis Délétraz i el francès Pascal Fabre (Reynard-VW). El 2003 entrà a formar part de l'equip oficial SEAT en el Campionat d'Europa de Turismes, que després es convertí en Campionat del Món, amb el qual assolí dues vegades el títol Mundial de Constructors (2008, 2009), en què ocupà la vuitena posició final. Quan SEAT es retirà d'aquesta modalitat el 2010, continuà corrent en altres categories com els Campionats de Velocitat-Resistència de GT.